# Резина (город)
Рези́на (рум. Rezina) — город в Молдавии, центр Резинского района. В состав города входят сёла Бошерница, Чорна и Стохная.

## География
Расположен на правом берегу реки Днестр, в 7 км от железнодорожной станции Рыбница.

## История
Впервые населённый пункт Резина упоминается в грамоте молдавского господаря Стефана Великого от 5 февраля 1495 г. В ней дьяк Матвей пишет о продаже села Резина, расположенного возле устья небольшой речки, впадающей в Днестр. Исходя из этого принято считать 1495-й годом образования Резины. Вначале здесь было скромное село — господарское владение, но в конце XVIII века Резина упоминается как торговый центр. Его жители, наряду с ремеслом и торговлей, занимаются сельским хозяйством и обработкой камня.
Согласно спискам населённых мест Бессарабской губернии за 1859 год, Резина — владельческое местечко при реке Днестр в 496 дворов. Население составляло 1130 человек (595 мужчин, 535 женщин). Село входило в состав Оргеевского уезда Бессарабской губернии. Имелась одна православная церковь, две еврейских школы, две ярмарки, еженедельные базары.
По данным справочника «Волости и важнейшие селения Европейской России» за 1886 год, Резина — административный центр Резинской волости Оргеевского уезда.
26 августа 1940 года Резина становится городом и административным центром одноимённого района, но стремительный рост города начинается лишь в 1970-х годах. Этому способствуют затопления 1967 и 1969 годов, вынудившие жителей перенести практически весь город выше по склону берега, а также начало строительства цементного завода. Во времена Молдавской ССР в городе работали хлебокомбинат, ковровый цех Оргеевской ковровой фабрики и другие предприятия. В 1975 году население составляло 7,6 тысячи жителей, в 1991 году — 15,2 тысячи жителей. К 2005 году численность населения снизилась до 12 тысяч человек.

## Символы города
Герб, принятый в 1936 году, представлял собой серебряную церковь в красном щите с серебряной рекой на зеленой террасе. Щит увенчан серебряной городской короной с тремя башнями Новый герб был утверждён 26 июня 1998 года.
Флаг города представляет собой белое полотнище. В его центре - зелёный круг. В круге - жёлтый крест и белая волна.

## Уроженцы города
- Борис Влэстару (1922—1993) — молдавский писатель.
- Исрул Гельфман (1885—1935) — аргентинский еврейский (идиш) журналист и литератор.
- Александр Гойхенберг (род. 1937) — российский тренер по шахматам.
- Николай Жосан (род. 1983) — бывший игрок сборной Молдавии по футболу.
- Иосиф Рабинович (1837—1899) — основатель первой в России мессианской общины иудеохристиан.
- Шулим Судит (1904—1997) — еврейский (идиш) литератор.
- Соломон Тимов (1898—1943) — советский экономист-аграрник, деятель подпольного революционного движения в Бессарабии и Коминтерна.

## Предприятия города
Резинский цементный завод, построенный в 1985 году. Производительность завода-гиганта составляла 2 млн 750 тыс. тонн цемента в год. Общая площадь его территории — 213 гектаров. В 1999 году контрольный пакет акций приобрела французская компания «Finarge 26», входящая в группу "Lafarge". Многие жители как Рыбницы, так и Резины очень обеспокоены вредом, который предприятие причиняет окружающей среде.

## Социальная сфера
В городе действуют больница, несколько средних и специальных учебных заведений, дом культуры, библиотека, банки, автосервисы и др. Построены современные жилые здания различной этажности.
В Резине расположена тюрьма № 17, где, в частности, содержатся все приговорённые в Республике Молдова к пожизненному лишению свободы.

## Памятники
- В 2017 году открыт бюст короля Румынии Фердинанда I. Автор молдавский скульптор Вячеслав Жиглицкий[8]
- В 2018 году восстановлен Памятник Героям Нации. Орла для которого создал  молдавский скульптор Вячеслав Жиглицкий[9]
- В 2020 году открыт бюст Константина Стере. Автор молдавский скульптор Вячеслав Жиглицкий[10]